# 重新出發
《重新出發》（英語： Departure Again）是好好制作為奇妙電視製作的旅遊節目，由2022年7月25日起至2022年10月7日逢星期一至五21:00-21:30於香港開電視77台播出，製作特輯《重新出發 55天旅遊預告》於2022年7月23日星期六22:30-23:00播出。
疫情肆虐全球，不少港人的旅遊計劃受阻，《重新出發》為大家介紹當地疫後旅遊世界，節目長達55集，主持包括張沛樂、陳芷尤、劉芷希、鄭金鈴、許綽婷、陳約臨、廖熙琳及袁學謙。疫後率先帶大家重遊很久未到過的旅遊熱點，包括東京、大阪、首爾、曼谷、芭堤雅、新加坡、馬來西亞、澳洲悉尼、塔斯曼尼亞、昆士蘭、台灣多個地方。

## 每集一覽
| 播映日期 | 集數 | 國家/地區                                                           | 主持           | 主題                                                                          |
| 7月25日  | 1    |                                                                     | 鄭金鈴         | 鄭金鈴重遊疫後明洞變化 食80年老店牛湯飯                                       |
| 7月26日  | 2    | 鄭金鈴到廣藏市場掃街 石坡亭扮文青 付岩洞嘆限定炸雞啤酒              | 鄭金鈴         |                                                                               |
| 7月27日  | 3    | 鄭金鈴重遊東大門仲有冇批發？ 見證青瓦台時代結束 品嚐韓國地道一隻雞  | 鄭金鈴         |                                                                               |
| 7月28日  | 4    | 鄭金鈴重遊江南潮人集中地 了解江南一帶整容醫院經營情況               | 鄭金鈴         |                                                                               |
| 7月29日  | 5    | 鄭金鈴 江南明星髮型屋大變身 食時令最鮮味醬油蟹                      | 鄭金鈴         |                                                                               |
| 8月1日   | 6    | 鄭金鈴訪問韓國醫護疫下生活 盤浦大橋噴泉兩年後再開放                 | 鄭金鈴         |                                                                               |
| 8月2日   | 7    | 鄭金鈴 直擊2022弘大街頭busking 地道小食邪惡炸牛小腸                 | 鄭金鈴         |                                                                               |
| 8月3日   | 8    | 鄭金鈴望遠市場隱世雞湯飯 現代化鷺梁津水產市場                       | 鄭金鈴         |                                                                               |
| 8月4日   | 9    | 鄭金鈴重遊新村大街以及梨大 好多執晒？居韓8年港人Pat分享移韓生活方法 | 鄭金鈴         |                                                                               |
| 8月5日   | 10   | 鄭金鈴 汝矣島漢江公園 闖入韓劇拍攝地欣賞夕陽                        | 鄭金鈴         |                                                                               |
| 8月8日   | 11   | 新加坡                                                              | 陳芷尤         | 陳芷尤 到訪濱海灣玻璃球狀新建設 Bugis行馳名地道商場                           |
| 8月9日   | 12   | 新加坡                                                              | 陳芷尤         | 陳芷尤 東海岸享受第一次衝浪 品嚐網紅打卡彩虹蛋糕 相約「大隻仔」溫家偉久別重聚 |
| 8月10日  | 13   | 新加坡                                                              | 陳芷尤         | 陳芷尤 重遊牛車水疫下十室九空 探訪「歡喜哥」許紹雄父女檔港式餐廳              |
| 8月11日  | 14   | 新加坡                                                              | 陳芷尤         | 陳芷尤 聖淘沙大玩水上活動 到復古玩具博物館玩AR                                |
| 8月12日  | 15   | 新加坡                                                              | 陳芷尤         | 陳芷尤 化身一日美人魚 再去馬來西亞吉隆坡又玩又食                              |
| 8月15日  | 16   | 马来西亚                                                            | 陳芷尤、劉芷希 | 陳芷尤吉隆坡茨廠街懷舊一番 劉芷希 出場到訪大馬最新高空玻璃地標                |
| 8月16日  | 17   | 马来西亚                                                            | 陳芷尤、劉芷希 | 陳芷尤 吉隆坡水上樂園 劉芷希 品嚐大馬地道樹仔菜                               |
| 8月17日  | 18   | 马来西亚                                                            | 陳芷尤、劉芷希 | 陳芷尤玩室內水上衝浪 劉芷希 到大馬最大夜市掃街                                |
| 8月18日  | 19   | 泰國                                                                | 張沛樂         | 張沛樂 曼谷嘆新酒店 重遊舊景點變成點                                          |
| 8月19日  | 20   | 泰國                                                                | 張沛樂         | 張沛樂 著華麗泰服遊鄭王廟 唐人街由朝食到晚                                    |
| 8月22日  | 21   | 泰國                                                                | 張沛樂         | 張沛樂 重遊翟道翟依然熱鬧 見識曼谷最大古董倉庫                                |
| 8月23日  | 22   | 泰國                                                                | 張沛樂         | 張沛樂 玩人造衝浪 Skybar Chill住欣賞曼谷日落                                  |
| 8月24日  | 23   | 泰國                                                                | 張沛樂         | 張沛樂 去泰國原宿玩到吊起 品嚐必食芒果糯米飯                                  |
| 8月25日  | 24   | 泰國                                                                | 張沛樂         | 張沛樂 離開曼谷到春武里 去芭堤雅嘆超豪Pool Villa                              |
| 8月26日  | 25   | 泰國                                                                | 張沛樂         | 張沛樂 芭堤雅餵象食蕉 參觀豪華堡壘豪食回味旅程                                |
| 8月29日  | 26   |                                                                     | 袁學謙         | 袁學謙 重臨悉尼 坐哈利電單車遊城                                              |
| 8月30日  | 27   | 袁學謙 參觀渡假村動物園 訪酒莊品嘗美酒                              | 袁學謙         |                                                                               |
| 8月31日  | 28   | 袁學謙 參觀海馬世界 見識澳洲人釀酒過程                              | 袁學謙         |                                                                               |
| 9月1日   | 29   | 袁學謙 探動物Tasmanian Devil 親自落海邊捉生蠔                       | 袁學謙         |                                                                               |
| 9月2日   | 30   | 參觀HOBART必去MONA新舊藝術博物館 袁學謙探另一隻好得意動物           | 袁學謙         |                                                                               |
| 9月5日   | 31   | 參加seafood seduction放題式即食生蠔 袁學謙到昆士蘭刺激滑沙          | 袁學謙         |                                                                               |
| 9月6日   | 32   | 清晨熱氣球升空俯瞰大草原 袁學謙抱可愛樹熊                           | 袁學謙         |                                                                               |
| 9月7日   | 33   | 布里斯本周末美食廣場 袁學謙黃金海岸海景view酒店                     | 袁學謙         |                                                                               |
| 9月8日   | 34   | 戴潛水面罩水中漫步睇魚 袁學謙參觀港人經營和牛場                     | 袁學謙         |                                                                               |
| 9月9日   | 35   | 跟原住民到海邊捉泥蟹 袁學謙坐直昇機環島遊欣賞大堡礁                 | 袁學謙         |                                                                               |
| 9月12日  | 36   | 日本                                                                | 陳約臨、廖熙琳 | 陳約臨 廖熙琳分別發掘東京街頭變化                                             |
| 9月13日  | 37   | 日本                                                                | 陳約臨、廖熙琳 | 陳約臨介紹新原宿站 廖熙琳帶大家感受錢湯文化                                   |
| 9月14日  | 38   | 日本                                                                | 陳約臨、廖熙琳 | 陳約臨介紹抵食A5和牛燒肉套餐 廖熙琳中目黑欣賞櫻花及文青風                     |
| 9月15日  | 39   | 日本                                                                | 陳約臨、廖熙琳 | 陳約臨搵比扣稅更平藥妝店 廖熙琳去淺草最古老樂園玩                             |
| 9月16日  | 40   | 日本                                                                | 陳約臨、廖熙琳 | 陳約臨大阪心齋橋觀察大變化 廖熙琳嘗試焗桑拿                                   |
| 9月19日  | 41   | 日本                                                                | 陳約臨、廖熙琳 | 陳約臨到中崎町感受懷舊地道文化 2000日元放題買衫                               |
| 9月20日  | 42   | 日本                                                                | 陳約臨、廖熙琳 | 陳約臨再訪大阪通天閣玩全透明螺旋滑梯 參與天滿宮年度祭典天神祭                 |
| 9月21日  | 43   | 日本                                                                | 陳約臨、廖熙琳 | 陳約臨坐百年歷史阪堺電車慢遊市鎮 親試一日忍者滋味                             |
| 9月22日  | 44   | 日本                                                                | 陳約臨、廖熙琳 | 陳約臨到大阪行平民空崛商店街 轉往京都探訪清水寺一日遊                         |
| 9月23日  | 45   | 日本                                                                | 陳約臨、廖熙琳 | 陳約臨繼續京都介紹木系新酒店 參拜神社作旅程結尾                               |
| 9月26日  | 46   | 臺灣                                                                | 許綽婷         | 居台港人許綽婷遊台北 初嘗戶外揸槍射擊及越野車                                 |
| 9月27日  | 47   | 臺灣                                                                | 許綽婷         | 許綽婷遊華西街回味舊事物 到科學教育館嘗試空中腳踏車                           |
| 9月28日  | 48   | 臺灣                                                                | 許綽婷         | 許綽婷重臨信義區 到三重玩戶外16000呎水樂園                                    |
| 9月29日  | 49   | 臺灣                                                                | 許綽婷         | 許綽婷中山商圈感受疫情後衝擊 介紹2021年開業日式連鎖酒店                       |
| 9月30日  | 50   | 臺灣                                                                | 許綽婷         | 許綽婷社子島玩衝浪 探訪港二代點樣疫情下開咖啡店                               |
| 10月3日  | 51   | 臺灣                                                                | 許綽婷         | 許綽婷新竹探訪最老動物園 享受雙層巴士夜遊微醉之旅                             |
| 10月4日  | 52   | 臺灣                                                                | 許綽婷         | 許綽婷台中到訪網紅打卡公園 攀石場鍛鍊膽量                                     |
| 10月5日  | 53   | 臺灣                                                                | 許綽婷         | 許綽婷到基隆海洋科技博物館 宜蘭感受高空繩索體驗                               |
| 10月6日  | 54   | 臺灣                                                                | 許綽婷         | 許綽婷花東面對太平洋玩機動遊戲 東大門自強夜市回味熱鬧小吃街                   |
| 10月7日  | 55   | 臺灣                                                                | 許綽婷         | 許綽婷揸小型飛機上天體驗 到高雄新開流行音樂中心介紹智能打卡酒店               |

## 主題曲
《重新出發》主題曲《整裝待發》由DC作曲，王仲傑填詞，並由《就是青春》學員林曉蕙Candice及阮偉倫Kris 主唱。
2022年7月21日，《整裝待發》音樂影片（MV）透過「星演國際」官方YouTube頻道發佈。
| 曲序     | 曲目     |          | 作曲     | 编曲     | 製作人    | 时长 |
| -------- | -------- | -------- | -------- | -------- | --------- | ---- |
| 1.       | 整裝待發 | 王仲傑   | DC       | DC       | 何哲圖/DC | 1:50 |
| 总时长： | 总时长： | 总时长： | 总时长： | 总时长： | 总时长：  | 1:50 |